# Castillo de Rosenholm

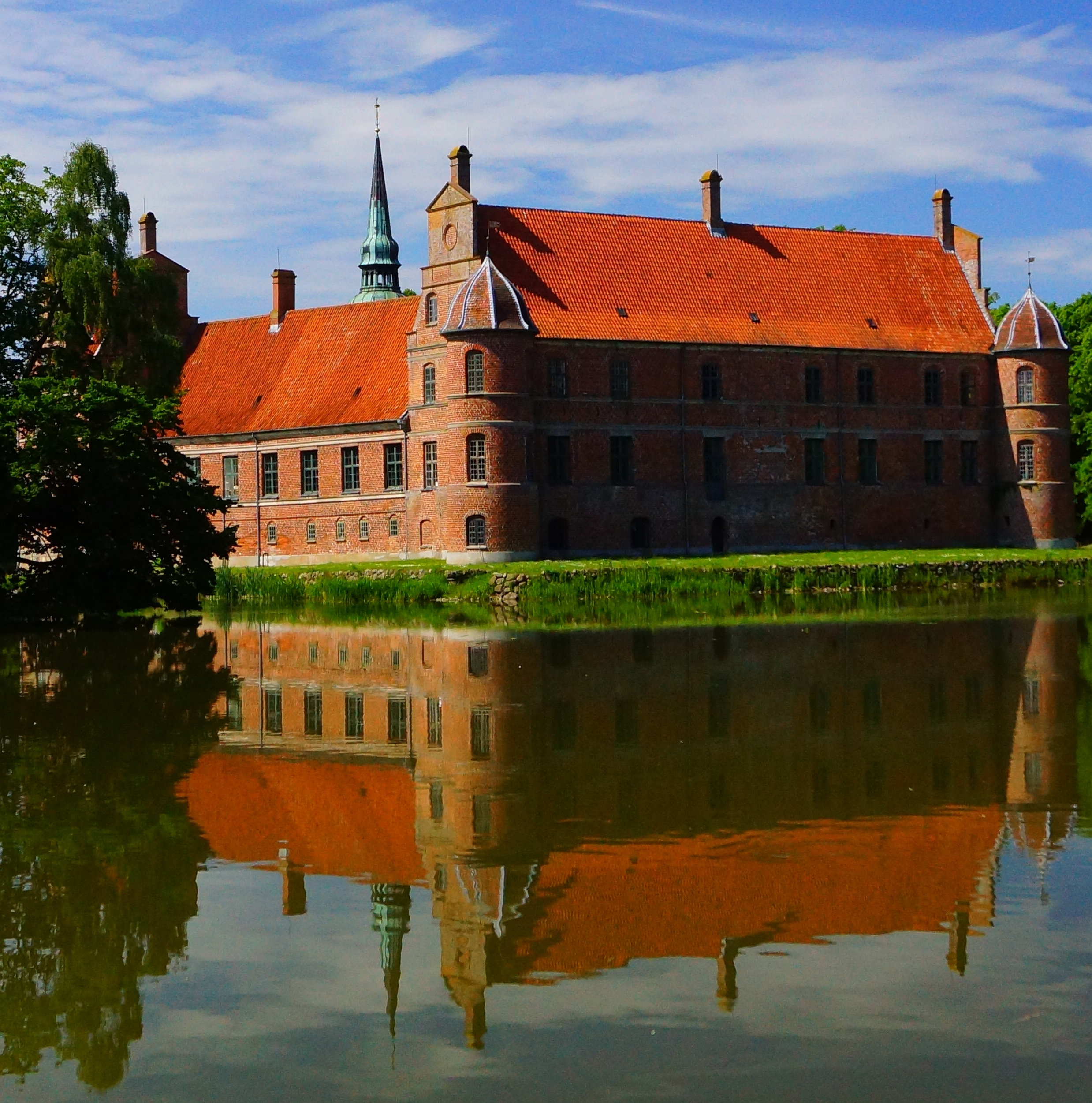
Castillo de Rosenholm, Djursland

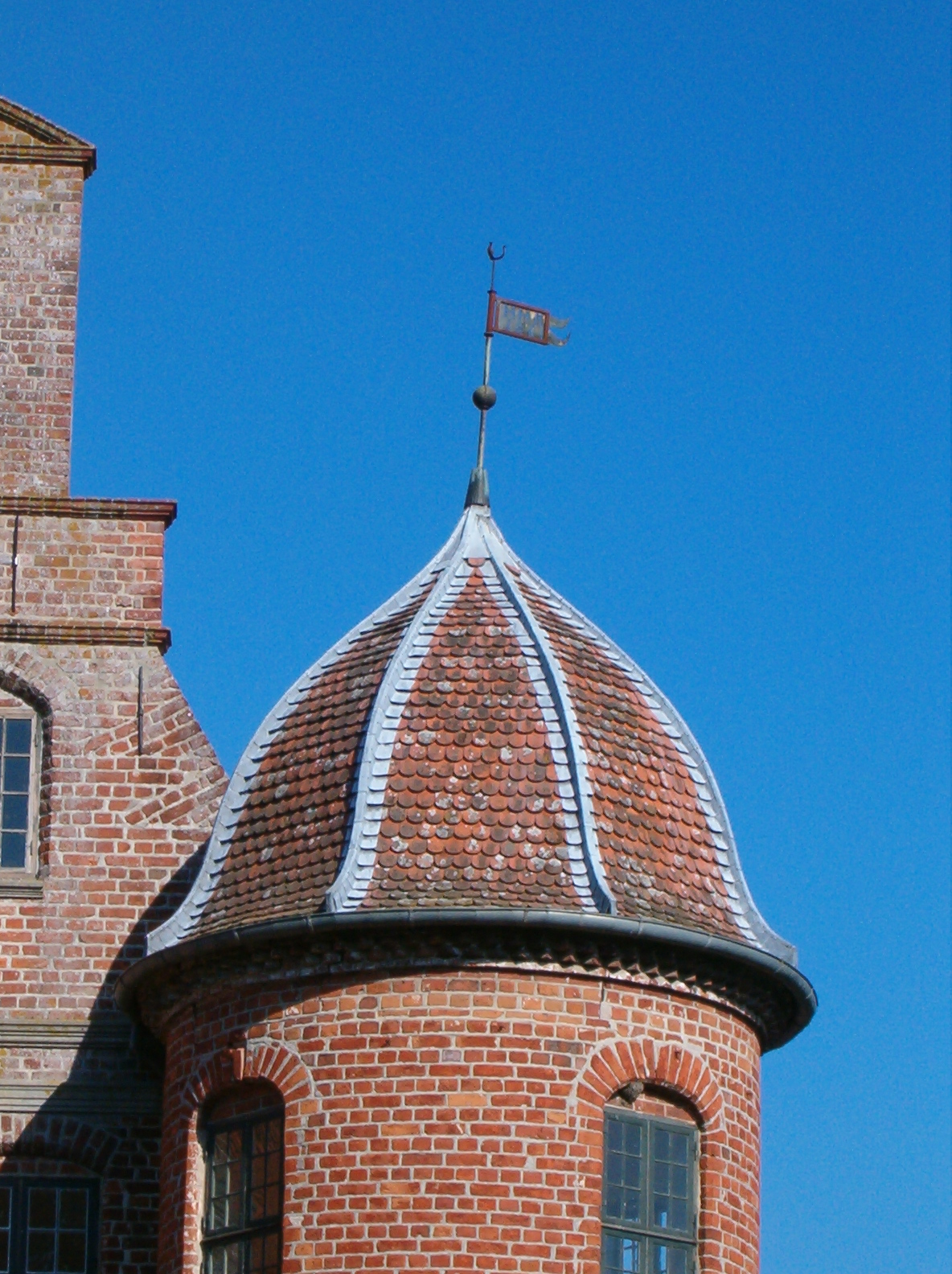
Torre de esquina en el castillo de Rosenholm

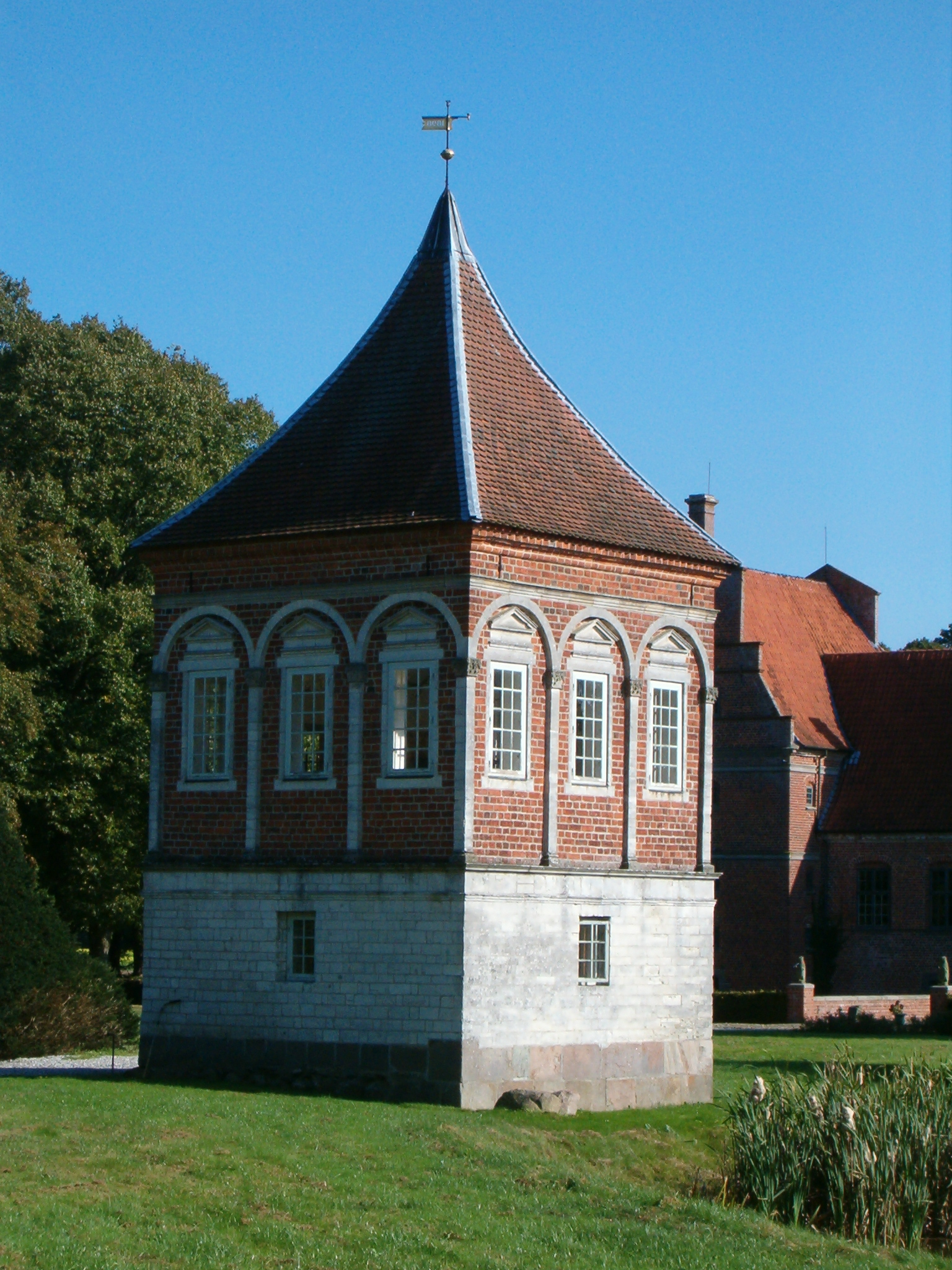
Cenador Pirkentavl

El castillo de Rosenholm ( en danés: Rosenholm Slot ) es el castillo familiar más antiguo de Dinamarca. Se encuentra en Djursland, al norte de Hornslet y al noreste de Aarhus. Es uno de los complejos mejor conservados de la época dorada de las casas solariegas: de 1550 a 1630.

## Historia
El señorío de Holm se conoce desde el siglo XIV. Era propiedad de la Iglesia Católica, pero con la Reforma de 1536 pasó a manos de la Corona. El rey Federico II la cambió por otras propiedades del noble y diplomático danés Jørgen Ottesen Rosenkrantz (1523-1596). La familia Rosenkrantz es una de las más antiguas y famosas de la historia danesa. Shakespeare decidió utilizar el apellido en la obra Hamlet 
Jørgen Rosenkrantz tuvo dos hijos: Otto Rosenkrantz (1560-1582) y Holger Rosenkrantz (1574-1642). Construyó una mansión para ambos: Skaføgård para Otto y Rosenholm para Holger. Desgraciadamente, Otto murió pronto, y Skaføgård se convirtió en una casa de dote para la esposa de Jørgen, Dorthe Lange (1541-1613), y tras su muerte pasó a su hijo superviviente, Holger.
El castillo de Rosenholm se fundó en 1559. Jørgen Rosenkrantz construyó tres alas, mientras que la cuarta y última fue añadida por su hijo Holger Ottesen Rosenkrantz (1517-1575). Su arquitectura era muy diferente a la de otros castillos de Dinamarca. Se inspiró sobre todo en Italia. En la fachada principal había una logia abierta. Posteriormente se amplió, quedando completo en 1607 con cuatro alas, claramente influenciadas por el estilo renacentista italiano. El interior del castillo se modernizó en la década de 1740 en estilo barroco, momento en el que se trazó un gran jardín barroco, de 5 hectáreas, con avenidas de tilos y setos de hayas.

### Lugares de interés y atracciones
- Entorno de casa solariega durante 450 años
- Pinturas antroposóficas del pintor Arild Rosenkrantz .[6]
- Parque barroco con avenidas simétricas.
- Cenador Pirkentavl de alrededor de 1560.